# Roveredo in Piano
Roveredo in Piano là một đô thị ở tỉnh Pordenone trong vùng Friuli-Venezia Giulia, có cự ly khoảng 100 km về phía tây bắc của Trieste và khoảng 6 km về phía tây bắc của Pordenone. Tại thời điểm ngày 31 tháng 12 năm 2004, đô thị này có dân số 5.113 người và diện tích là 15,9 km².
Roveredo in Piano giáp các đô thị: Aviano, Fontanafredda, Porcia, Pordenone, San Quirino.